# Municipio de Orion (Míchigan)
El municipio de Orion (en inglés: Orion Township) es un municipio ubicado en el condado de Oakland en el estado estadounidense de Míchigan. En el año 2010 tenía una población de 35394 habitantes y una densidad poblacional de 380 personas por km².

## Geografía
El municipio de Orion se encuentra ubicado en las coordenadas 42°45′27″N 83°15′44″O / 42.75750, -83.26222. Según la Oficina del Censo de los Estados Unidos, el municipio tiene una superficie total de 93.14 km², de la cual 86.32 km² corresponden a tierra firme y (7.32%) 6.82 km² es agua.

## Demografía
Según el censo de 2010, había 35394 personas residiendo en el municipio de Orion. La densidad de población era de 380 hab./km². De los 35394 habitantes, el municipio de Orion estaba compuesto por el 92.01% blancos, el 2.65% eran afroamericanos, el 0.32% eran amerindios, el 2.14% eran asiáticos, el 0.02% eran isleños del Pacífico, el 1.07% eran de otras razas y el 1.79% pertenecían a dos o más razas. Del total de la población el 4.05% eran hispanos o latinos de cualquier raza.

## Educación
El Distrito Escolar de Pontiac sirve una sección del municipio.